# Palpidia cocophaga
Palpidia cocophaga är en fjärilsart som beskrevs av John G. Franclemont 1949. Palpidia cocophaga ingår i släktet Palpidia och familjen nattflyn. Inga underarter finns listade i Catalogue of Life.